# Sallneck
Sallneck este o comună din landul Baden-Württemberg, Germania.